# Força Especial Gando
A Força Especial Gando (1º de dezembro de 1938 - 1945) (chinês tradicional: 間島特設隊, pinyin: Jiāndǎo Tèshèduì, Wade–Giles: Chien1-tao3 T'e4-she4-tui4, japonês romanização Hepburn: Kantō Tokusetsutai em coreano:  간도 특설대, romanizado Gando Teugseoldae) era um batalhão independente dentro do Exército Imperial de Manchukuo composto principalmente por coreanos étnicos, e alguns mercenários estrangeiros experientes da Ásia encarregados de suprimir grupos militantes anti-japoneses e pró-comunistas nas áreas de fronteira entre o norte da Coreia ocupada pelo Japão e Manchukuo.
Ex-militares da Força Especial Gando são considerados Chinilpa na Coréia moderna por seu papel na supressão de grupos que defendiam a independência coreana.

## História
A região de Jiandao, na província de Kirin, na Manchúria, conhecida em coreano como “Gando”, era uma área habitada em grande parte por coreanos étnicos. Antes da ocupação japonesa da Coreia em 1905, muitos coreanos que se opunham à anexação se mudaram da Coreia para Gando e estabeleceram movimentos de independência coreana. Muitos desses movimentos mais tarde ficaram sob o controle do Partido Comunista Chinês por meio do Exército Unido Anti-japonês do Nordeste.
A partir de 1907, o governo japonês reivindicou jurisdição sobre todos os coreanos étnicos, independentemente da localização física, e o atrito aumentou com o governo da dinastia Qing da China sobre o controle da área de Gando, acumulando-se na Convenção de Gando de 1909. Após o Incidente da Manchúria e o estabelecimento do controle japonês sobre toda a Manchúria em 1931, outra onda de imigração coreana ocorreu, desta vez com o incentivo japonês, para ajudar a consolidar as reivindicações japonesas no território.
Com o estabelecimento de Manchukuo em 1932, a situação em Gando era muito instável, com a população local dividida em facções pró-japonesas e anti-japonesas/anti-manchukuo, muitas das quais recorreram à guerrilha. Em um esforço para subjugar a região, os japoneses recrutaram voluntários coreanos pró-japoneses para uma força de guerra especial e treinaram o Exército Imperial de Manchukuo principalmente em táticas de contrainsurgência.
Vários coreanos étnicos viram melhores oportunidades de avanço por meio das academias militares de Manchukuo do que seriam impossíveis no Exército Imperial Japonês e se juntaram à nova força. Isso incluía o futuro general da República da Coreia, Paik Sun-yup. O historiador Philip Jowett observou que durante a ocupação japonesa da Manchúria, a Força Especial Gando "ganhou uma reputação de brutalidade e foi relatado por ter devastado grandes áreas que estavam sob seu domínio".
Após a rendição do Japão, muitos membros da Força Especial Gando foram incorporados ao novo Exército da República da Coreia pelo Exército dos Estados Unidos, por seu treinamento e conhecimento íntimo do terreno da parte norte da península coreana, e conhecimento das táticas do Exército Popular Coreano. Alguns mais tarde ascenderam a altos cargos no governo da República da Coreia.